# Aliya bint Ali
Aliya bint Ali, född 19 januari 1911, död 21 december 1950, var en irakisk drottning, gift med kung Ghazi av Irak och mor till kung Faisal II av Irak. Hon var den sista drottningen av Irak. Hon var andra dotter till Ali bin Hussein, kung av Hijaz och storsharif av Mecka.
Aliya bint Ali gifte sig med sin kusin kung Ghazi den 25 januari 1934. Hon blev därmed drottning. Paret fick endast ett barn, Faisal II, som föddes 1935.
Äktenskapet beskrivs inte som lyckligt. År 1938 avled en ung afrikansk tjänare i palatset. Officiellt avled han sedan han putsat ett vapen som gått av genom misstag, men enligt brittiska rapporter misstänktes drottningen för att ha gett order om att han skulle dödas därför att han hade en sexuell förbindelse med hennes make.
Aliya och Ghazi separerade. Då Ghazi dog i en bilolycka 1939, misstänktes han ha blivit mördad av Nuri as-Sa'id, som ska ha varit i kontakt med både Aliya och hennes bror prins Abd al-Ila'h i syfte att avsätta kungen. Aliyas bror Abd al-Ila'h blev av Nuri utsedd till hennes omyndige sons regent med hennes stöd, då hon hävdade att hennes make före sin död hade uttalat en önskan om detta, trots att det var allmänt känt att hennes bror och make avskydde varandra.